# Sławomir Siejka

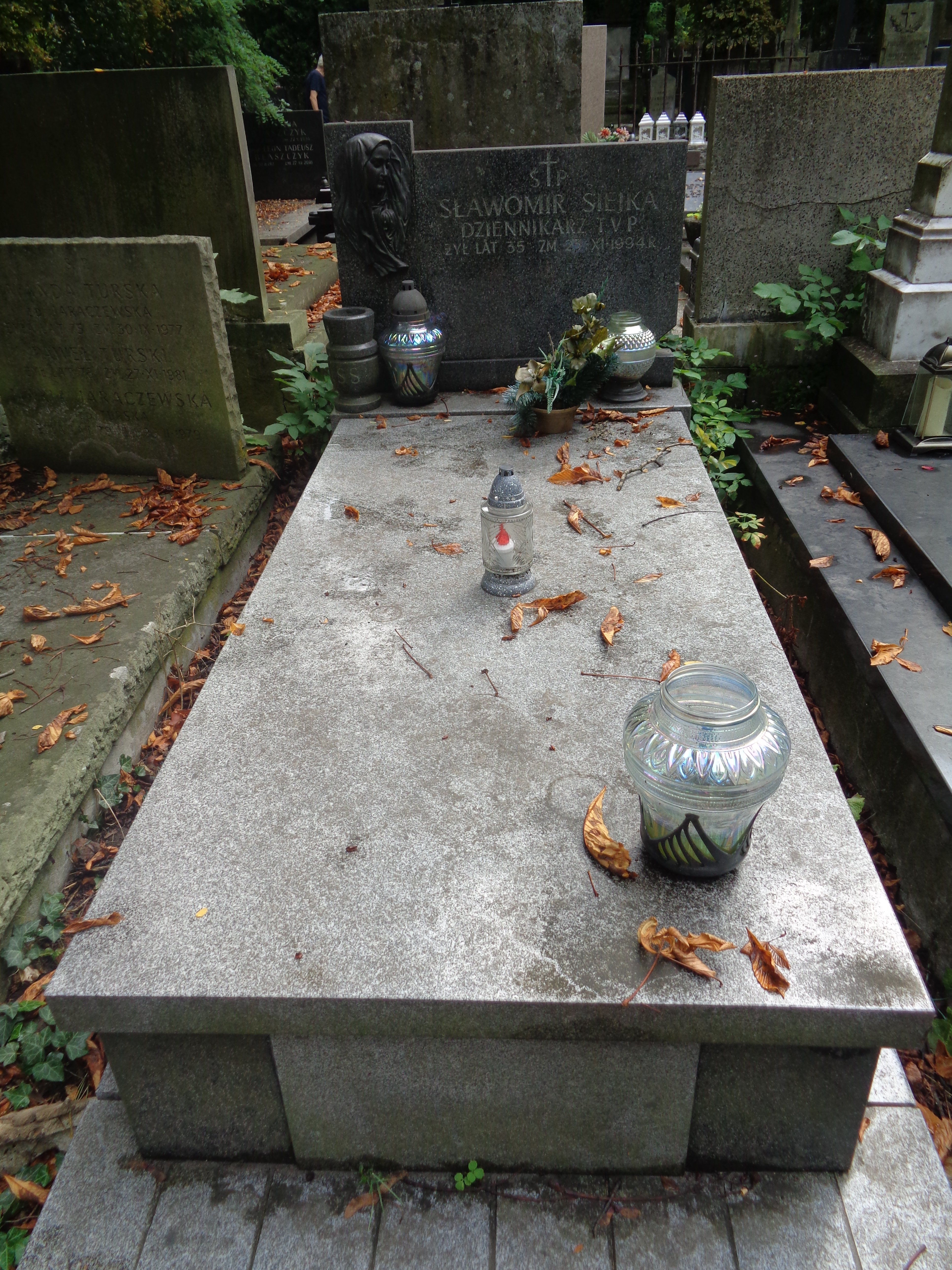
Grób Sławomira Siejki na cmentarzu Powązkowskim w Warszawie

Sławomir Siejka (ur. 1959, zm. 23 listopada 1994 we Wrocławiu) – polski dziennikarz, prezenter telewizyjny.

## Życiorys
Pochodził z Rozniszewa. Gdy miał pięć lat jego rodzice rozwiedli się. Orientacyjnie w tym czasie przypadkowo spowodował pożar, w wyniku którego spalił się jego dom. Z pragnienia matki, Janiny Pawińskiej, kształcił się w Niższym Seminarium Duchownym ojców franciszkanów w Niepokalanowie. Nie zamierzał jednak zostać zakonnikiem i maturę zdał w liceum ogólnokształcącym w Warszawie. Ukończył pomaturalne studium hotelarsko-gastronomiczne, po czym przez pewien czas pracował jako kelner. Absolwent Wydziału Dziennikarstwa i Nauk Politycznych na Uniwersytecie Warszawskim, po którego ukończeniu występował w Filharmonii Narodowej, był również aktorem, zagrał epizod w „Czarnej Mańce” w reżyserii Zbigniewa Leśniaka. Pracę w Telewizji Polskiej rozpoczął w 1989 w Redakcji Muzycznej, od 1991 był spikerem TVP2. Uchodził za popularnego prezentera telewizyjnego w Polsce.
Jego hobby była sztuka iluzji i podróże, kolekcjonował też krawaty. Pasjonował się muzyką. Był kawalerem. Podczas pracy w TVP udzielał się dobroczynnie, prowadził koncerty charytatywne, wspierał Dom Dziecka w Skopaniu.
Chorował na gruźlicę otwartą. 7 listopada 1994 nagle zasłabł w studio na planie jednego z programów, po czym trafił do jednego z wrocławskich szpitali. Tam zmarł z powodu wirusowego zapalenia opon mózgowo-rdzeniowych.
Został pochowany na starych Powązkach w Warszawie (kwatera 55, rząd 4, miejsce 9).